# Can You Die from a Broken Heart
Can You Die from a Broken Heart è un singolo del cantante americano Nate Smith, pubblicato il 30 settembre 2024 come terzo estratto dal secondo album in studio California Gold.
Il brano vede la collaborazione della cantante canadese Avril Lavigne.

## Successo commerciale
La canzone è entrata in due classifiche di Billboard: alla seconda posizione nella US Bubbling Under Hot 100 e alla ventinovesima posizione nella US Hot Country Songs.